# Rewas Inanischwili

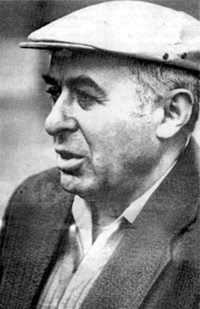
Rewas Inanischwili 1989

Rewas Inanischwili (georgisch რევაზ ინანიშვილი; * 20. Dezember 1926 in Chaschmi (Kr. Sagaredscho), Georgien; † 26. Dezember 1991 in Tiflis) war ein georgischer Erzähler und Drehbuchautor. Er schrieb Erzählungen für Kinder und Erwachsene.

## Leben
Inanischwili war der Sohn eines Angestellten. Ab 1937 wohnte er in Tiflis. Er erlernte das Schlosserhandwerk und wurde Bauarbeiter. 1951 bis 1956 studierte er an der Staatlichen Universität Tiflis und wurde Redakteur der Zeitschrift Nakaduli (dt. ‚Bach‘). 1966 wurde er Redakteur des staatlichen Filmstudios Kartuli Filmi.
Ab 1953 schrieb er vor allem lyrische Miniaturen und Filmszenarien.

## Auszeichnungen
Inanischwili wurde mit dem Schota-Rustaweli-Staatspreis ausgezeichnet.

## Werke

### Erzählbände
- Erste Erzählungen. 1953.
- Aus Briefen an einen Freund. 1958.
- Der glückliche Berg. 1960.
- Tropfen auf den Blättern. 1962.
- Bibo. 1964.
- Der himmelblaue Knäuel. 1968.
- Wo lebt der Märchenerzähler. 1970.
- Aufzeichnungen am Abend. 1971.
- Wolfsjunge. 1973.
- Der Eichelhäher fliegt zum Tal. 1974.
- Der ferne weiße Gipfel. 1976.
- In einem sehr kleinen Land. 1976.
- Der Vogelüberwinterer. 1978.
- Die gütige Erde. 1980.
- Thebro. 1983.
- Das Reh im Winter. 1986.
- Liebkosung in Angst. 1986.
- Die Tochter des Mondes. 1987.
- Ein kleiner Junge aus Golgatha. 1989.

Seine Werke wurden ins Russische, Ukrainische, Bulgarische, Estnische und Armenische übersetzt.
Deutsch:
- Im Stadtteil der Armen / Mann und Frau / Wano. In: Georgische Kurzerzählungen. Hamburg 2016. SS. 66–80. Übers. St. Chotiwari-Jünger. ISBN 978-3-87548-774-9
- Das Gebet / Das rote Ahornblatt. In: Chotiwari-Jünger (Hrsg.): Der ferne weiße Gipfel. Berlin 1984. S. 308–316. Übers. K. Lichtenfeld
- Eva. In: Sowjetliteratur Nr. 6 (1977), S. 71 – 73. Übers. L. Pirskawetz.

## Filmografie
- 1976: Pastorale (Pastorali)